# ГЕС Гуїна
ГЕС Гуїна (Gouina) — гідроелектростанція на крайньому заході Малі. По завершенні спорудження стане частиною каскаду на річці Сенегал, знаходячись між ГЕС Мананталі (вище по течії на одному з витоків Сенегалу) та ГЕС Felou.
Для роботи станції річку в районі водоспаду Gouina перекриють греблю довжиною 1230 метрів, яка відводитиме воду в короткий дериваційний канал до розташованого нижче за водоспад машинного залу. Останній обладнають трьома турбінами типу Каплан загальною потужністю 140 МВт, які при напорі у 23,5 метра повинні забезпечувати виробництво від 570 до 620  млн кВт·год електроенергії на рік.
Проєкт, як і інші ГЕС каскаду, реалізується Організацією з розвитку річки Сенегал (Organisation pour la mise en valeur du fleuve Sénégal, OMVS), створеною спільно Малі, Сенегалом та Мавританією. Відповідно, вироблена електроенергія буде ділитись між цими трьома країнами. Урочисту церемонію початку будівництва провели у грудні 2013 року. Спершу роботи посувались доволі повільно, так, станом на середину 2015-го лише уклали контракт з підрядником та обирали банк для обслуговування поточних витрат будівництва. Утім, станом на осінь 2017 року китайська компанія Sinohydro вже вела роботи на майданчику.
Проєкт вартістю у 435 млн доларів США на 85 % профінансує Експортно-імпортний банк Китаю.